# Luhu-klasse
De Type 052 Luhu-klasse zijn een van de eerste moderne multi-role met raketten uitgeruste torpedobootjagers gebouwd door de Volksrepubliek China. Het zijn de meest geavanceerde schepen in dienst bij de Marine van het Volksbevrijdingsleger, al ligt de kwaliteit nog onder de westerse maatstaven.
Er zijn op dit moment twee schepen uit de klasse actief en er zijn geen plannen voor de bouw van meerdere schepen.

## Geschiedenis
De twee schepen van deze klasse werden gebouwd door Jiangnan Scheepswerf. No. 112 Harbin was de eerste Luhu-destroyer, gevolgd door No. 113 Qingdao. De klasse wordt genoemd als de eerste zelfontworpen Chinese oorlogsschepen die zich bijna kunnen meten met moderne standaarden, en een sterke verbetering ten opzichte van de voorgaande Luda-klasse. De Luhu maakt ruim gebruik van buitenlandse technologieën, welke binnen het bereik lagen voor het Tiananmenprotest van 1989. Dit waren onder meer Franse radars en vuurleidingssystemen en Amerikaanse General Electric LM2500 gasturbinemotoren, waarvan er twee elk schip aanduiden.
Zelfs met het gebruik van Westerse technologie had het gebrek aan adequate luchtverdedigingssystemen op de schepen een grote impact op de operaties. Uitgerust met een aantal SAMraketten met alleen visuele richtsystemen en kanonnen met een klein bereik, hadden Chinese schepen traditioneel gezien een gebrekkige luchtverdediging. Om dit recht te trekken kreeg de Luhu-klasse, net als de kleinere Jiangwei-klasse fregatten, de HQ-7 SAM raketten, wat de schepen een betere luchtverdediging gaf, hoewel ze nog steeds gelimiteerd waren tot zichtbare afstanden.
Het HQ-7 SAM systeem is uitgerust met acht raketten op permanente stand-by, met 16 extra raketten opgeslagen in semiautomatische laadsystemen. Hetzelfde systeem wordt ook gebruikt op de opgewaardeerde Type 051G Luda torpedobootjagers.
Ondanks de vooruitgang loopt de Luhu nog altijd achter op het gebied van onder andere elektronische oorlogsvoering en verdediging ertegen. De Chinezen probeerden dit probleem op te lossen met de introductie van een verbeterd Luhu ontwerp, de Luhai-klasse. Deze opvolger, in feite een verlengde Luhu, had betere elektronica van buitenlandse leveranciers en geavanceerdere wapens.